# Connector XLR

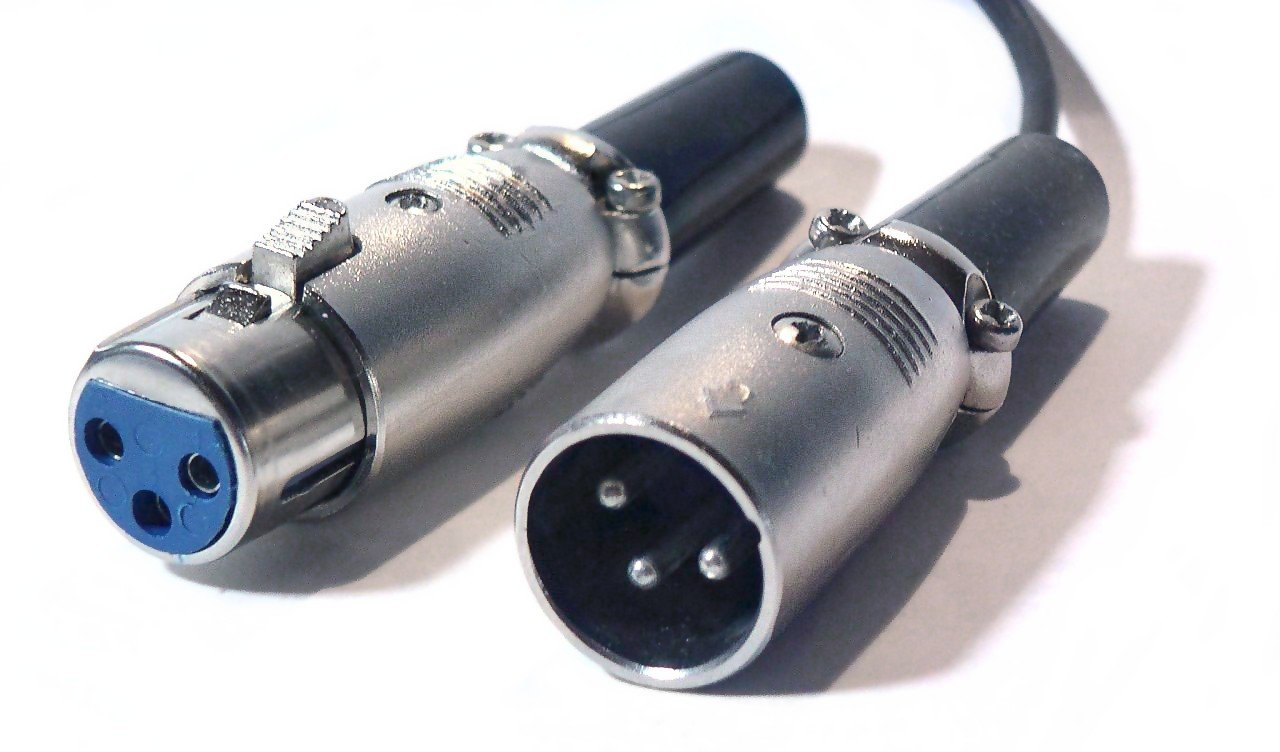
Connectors XLR aeris, femella a l'esquerra i mascle a la dreta.

El connector XLR o el XLR-3, és un tipus de connector elèctric utilitzat principalment en equips professionals d'àudio, vídeo i il·luminació escènica. Els connectors XLR tenen un disseny cilíndric, amb tres a set pins de connector, i sovint s'utilitzen per a interconnexions d'àudio equilibrat analògic, àudio digital AES3, intercomunicador portàtil, control d'il·luminació DMX512 i per a font d'alimentació de baixa tensió. Els connectors XLR s'inclouen a l'estàndard internacional de dimensions, IEC 61076-2-103. El connector XLR és superficialment similar al connector DIN més petit, amb el qual és físicament incompatible.

## Tres pins emprats en àudio

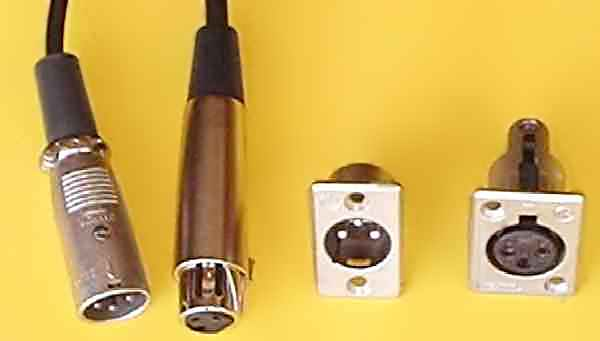
D'esquerra a dreta: Cannon XLR3-12C (línia), Switchcraft X3F (línia), panell Neutrik NC3MP, panell Neutrik NC3FP

Abans de la introducció d'aquesta norma, el cablejat dels pins 2 i 3 variava. La convenció del pin 2 "calent" i del pin 3 "fred" s'utilitzava normalment pels fabricants d'equips europeus i japonesos, però les empreses nord-americanes utilitzaven el pin 3 "calent" i el pin 2 "fred". Això va provocar problemes en interconnectar equips amb connexions desequilibrades. La convenció "calent" del pin 3 ara està obsoleta, però encara es troba en equips vintage. El pin 1 sempre ha estat a terra i/o blindat si el cable està blindat, i molts connectors el connecten internament a la carcassa o a la carcassa del connector.
Encara que està cobert en els estàndards tècnics de la indústria, encara hi ha un cert desacord sobre la millor manera de manejar l'ús del pin 1 per a la connexió a terra. La principal controvèrsia és si la carcassa del connector s'ha de connectar al pin 1 o a l'escut, o deixar-la flotant. Els estàndards AES esmentats anteriorment recomanen que les carcassas dels connectors muntats en cables no s'hagin de connectar mai al pin 1 o a l'escut, perquè el contacte inadvertit de la carcassa amb una altra superfície posada a terra mentre s'utilitza pot crear camins de corrent no desitjats per al corrent de falla, que pot causar zumbi i altres soroll. D'altra banda, els equips que continguin circuits actius han de tenir sempre el pin 1 connectat a la carcassa conductora de l'equip tan a prop com sigui possible del punt on el senyal entra a l'armari. L'argument se centra en el blindatge de radiofreqüència proporcionat per la carcassa del connector, que es pot reduir si es deixa flotant. Una solució alternativa és connectar la carcassa al pin 1 i l'escut a través d'un condensador de petit valor, proporcionant blindatge de RF però permetent que flueixi molt poc corrent d'àudiofreqüència. Aquesta capacitat es pot integrar en una presa fixa o un cable acabat amb connectors XLR.
El flux de senyal estàndard per a l'àudio als connectors XLR és que la sortida és un connector mascle i l'entrada és femella. En altres paraules, els pins de l'endoll apunten en la direcció del flux del senyal. L'alimentació fantasma, si s'utilitza, s'origina de l'endoll i flueix a l'endoll, (la direcció oposada al senyal i la direcció normal dels circuits d'alimentació). Els voltatges dels senyals d'àudio de nivell de línia i de micròfon no són perillosos. El XLR masculí s'incorpora normalment al cos d'un micròfon.
L'estàndard EIA RS-297-A descriu l'ús del XLR de tres pins, conegut com a XLR3, per a aplicacions de nivell de senyal d'àudio equilibrat :

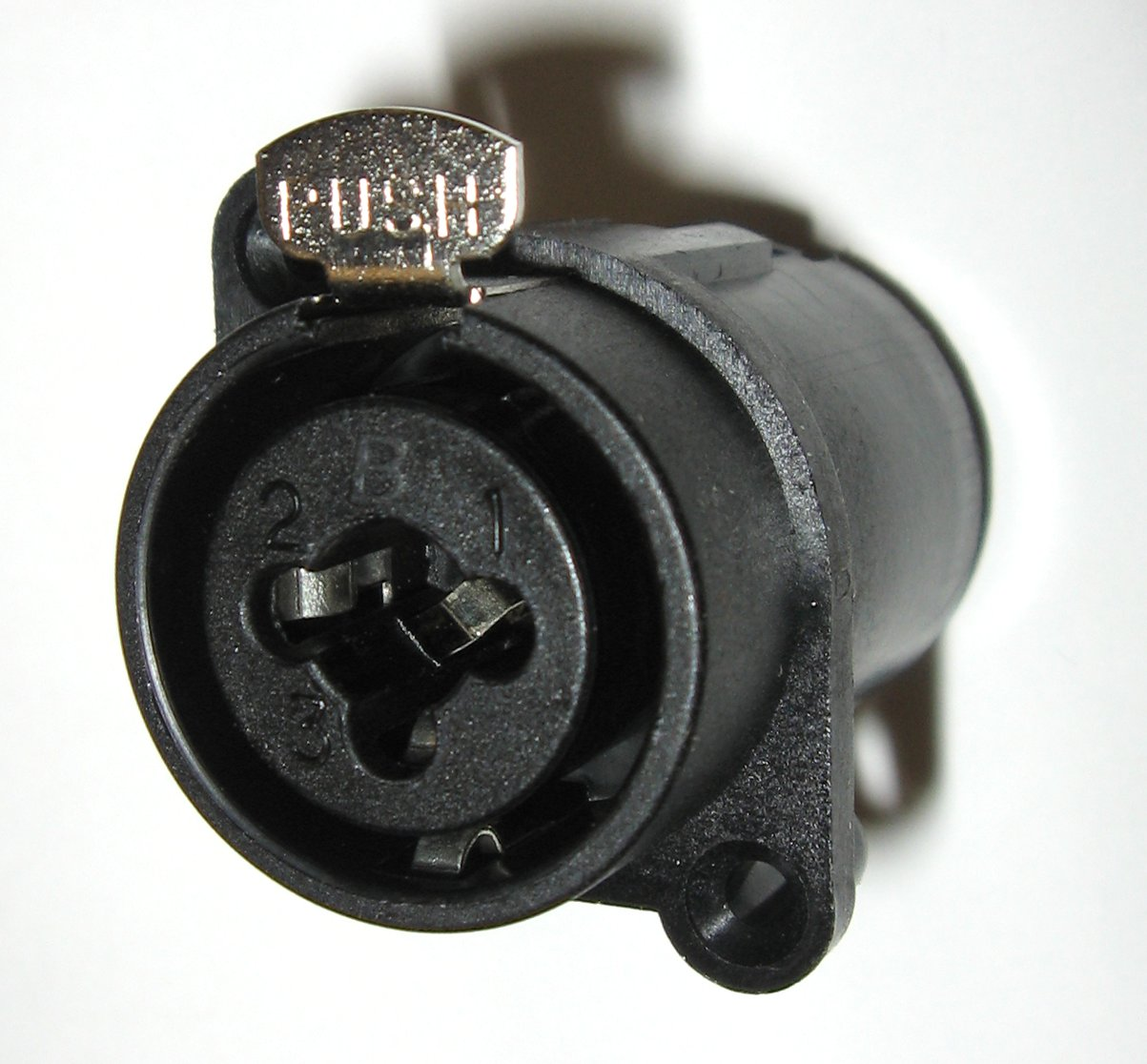
Presa combinada XLR +connector de telèfon TRS 1/4"

|     |                                                                                                |
| Pin | Funció                                                                                         |
| 1   | Terra del xassís (apantallament del cable)                                                     |
| 2   | Terminal de polaritat positiva per a circuits d'àudio equilibrats (també conegut com "calent") |
| 3   | Terminal de polaritat negativa per a circuits equilibrats (també conegut com "fred")           |

## Combo XLR/P10 Neutrik
El connector Combo XLR + TRS, és un tipus de connector femella capaç de suportar dos tipus de connectors jack, el connector XLR, conegut com a "Canon Plug", que s'utilitza per connectar micròfons i mescladors. i l'endoll TRS per a estèreo (TRS:Tip-ring-sleeve) i l'endoll TS per a mono (TS:Tip-Sleeve), conegut com: Banana Plug, o endoll P10, que s'utilitzen en instruments musicals com guitarra, teclat, baix, etc. . . A la imatge de la dreta, podeu veure la part frontal del connector combinat XLR/P10 Neutrik femella NCJ6FI-S, amb un cos fet de plàstic sòlid i amb les agulles de soldadura situades a la part posterior de l'endoll, per facilitar la soldadura.